# Monts Mabla
Les monts Mabla  sont un relief montagneux situé dans la région d'Obock à Djibouti, à 25 kilomètres à l'ouest de la ville portuaire d'Obock.

## Géographie
Culminant à 1 375 m d'altitude[réf. nécessaire], les montagnes sont situées derrière la plaine côtière, où la mer Rouge rejoint le golfe d'Aden, sur la rive nord du golfe de Tadjourah.